# NGC 2536
NGC 2536 ist eine Balken-Spiralgalaxie vom Hubble-Typ SBc/P im Sternbild Krebs auf der Ekliptik. Sie ist schätzungsweise 181 Millionen Lichtjahre von der Milchstraße entfernt und hat einen Durchmesser von etwa 45.000 Lichtjahren. Gemeinsam mit NGC 2535 bildet sie das wechselwirkende Galaxienpaar Arp 82, Holm 94 oder KPG 156.
Halton Arp gliederte seinen Katalog ungewöhnlicher Galaxien nach rein morphologischen Kriterien in Gruppen. Diese Galaxie gehört zu der Klasse Spiralgalaxien mit einem großen Begleiter hoher Flächenhelligkeit auf einem Arm (Arp-Katalog). 
Im selben Himmelsareal befinden sich u. a. die Galaxien IC 493, IC 496, IC 497, IC 2230.
Die Typ-IIb-Supernova SN 2014ds wurde hier beobachtet.
Das Objekt wurde am 22. Januar 1877 vom französischen Astronomen Édouard Jean-Marie Stephan entdeckt.